# 乖乖睡
《乖乖睡》（英語："Rockabye"）是清洁盗贼制作，肖恩·保罗、安-玛莉合作演唱的英文单曲，于2016年10月21日发行，分别收录在安-玛莉2018年4月27日发行的录音室专辑《有话直说》豪华版（英語：Speak Your Mind (Deluxe Edition)）以及清洁盗贼于2018年11月30日发行的录音室专辑《爱的进化论》中。歌曲讲述单亲妈妈的艰辛，歌词反复唱出「Rock-a-bye Baby」，暗讽一首童谣和摇篮曲《Rock-a-bye Baby》。

## 销售认证
| 地區                               | 认证    | 认证单位/销量 |
| ---------------------------------- | ------- | ------------- |
| 澳大利亚（澳大利亚唱片业协会）     | 5× 白金 | 350,000‡      |
| 奥地利（國際唱片業協會奧地利分會） | 白金    | 30,000‡       |
| 比利时（比利時唱片音樂協會）       | 2× 白金 | 60,000‡       |
| 加拿大（加拿大音乐协会）           | 7× 白金 | 560,000‡      |
| 丹麦（國際唱片業協會丹麥分會）     | 2× 白金 | 180,000‡      |
| 法国（法國唱片出版業公會）         | 钻石    | 233,333‡      |
| 德国（聯邦音樂產業協會）           | 2× 白金 | 800,000‡      |
| 意大利（意大利音乐产业联盟）       | 7× 白金 | 350,000‡      |
| 荷兰（荷蘭音像製品製作與進口協會） | 5× 白金 | 200,000‡      |
| 新西兰（新西兰唱片音乐协会）       | 白金    | 30,000‡       |
| 挪威（國際唱片業協會挪威分会）     | 4× 白金 | 160,000‡      |
| 波兰（波蘭音像製造商協會）         | 3× 钻石 | 750,000‡      |
| 葡萄牙（葡萄牙唱片業協會）         | 2× 白金 | 20,000‡       |
| 西班牙（西班牙音樂製作協會）       | 4× 白金 | 160,000‡      |
| 瑞士（國際唱片業協會瑞士分会）     | 2× 白金 | 60,000‡       |
| 英国（英国唱片业协会）             | 3× 白金 | 1,800,000‡    |
| 美国（美國唱片業協會）             | 3× 白金 | 3,000,000‡    |
| ‡僅含認證的+實際銷量               |         |               |